# Diócesis de Rumbek
La diócesis de Rumbek (en latín: Dioecesis Rumbeken(sis) y en inglés: Roman Catholic Diocese of Rumbek) es una circunscripción eclesiástica latina de la Iglesia católica en Sudán del Sur, sufragánea de la arquidiócesis de Yuba. Desde el 8 de marzo de 2021 el obispo electo de la diócesis es Christian Carlassare, M.C.C.I.

## Territorio y organización
La diócesis extiende su jurisdicción sobre los fieles católicos de rito latino residentes en el estado de Lagos y en parte del estado de Warab.
La sede de la diócesis se encuentra en la ciudad de Rumbek, en donde se halla la Catedral de la Sagrada Familia. 
En 2020 el territorio estaba dividido en 16 parroquias.

## Historia
En 1857-1858 san Daniele Comboni vivió en la estación misionera Holy Cross en Shambe (en la actual diócesis de Rumbek), desde donde comenzó la misión católica entre los africanos de África oriental y central. Durante la guerra mahdista (1881-1899) contra la ocupación egipcia de Sudán, los misioneros cristianos fueron expulsados del territorio de lo que hoy es Sudán y Sudán del Sur.
El vicariato apostólico de Rumbek fue erigido el 3 de julio de 1955 con la bula Quandoquidem arcano del papa Pío XII, separando territorio de los vicariatos apostólicos de Behr el Gebel (hoy arquidiócesis de Yuba) y de Bar el Gazal (hoy diócesis de Wau) y de la prefectura apostólica de Mupoi (hoy diócesis de Tombura-Yambio).
El 1 de enero de 1956 Sudán se convirtió en un estado independiente. En marzo de 1964 todos los misioneros extranjeros fueron expulsados de Sudán por el Gobierno militar del general Ibrahim Abboud y debieron trasladarse a Uganda, Zaire y África Central, permaneciendo muy pocos clérigos y catequistas locales. El vicario Arcángel Ali fue asesinado por soldados sudaneses en julio de 1965, por lo que los demás sacerdotes debieron huir y el vicariato apostólico quedó abandonado hasta el Acuerdo de Paz de Adís-Abeba de 1972 que puso fin a la primera guerra civil sudanesa. Sin embargo, desde 1974 a 1981 hubo un solo sacerdote en el territorio del vicariato apostólico.
El 12 de diciembre de 1974 el vicariato apostólico fue elevado a diócesis con la bula Cum in Sudania del papa Pablo VI.
El 21 de marzo de 1986 cedió una parte de su territorio para la erección de la diócesis de Yei mediante la bula In Dominico agro.
Debido a la guerra civil de 1984 a 2005, en 1986 los dos únicos sacerdotes de la diócesis se refugiaron en Etiopía. En 1990 Cesare Mazzolari, M.C.C.I. fue nombrado administrador apostólico y la diócesis fue reconstruida en las áreas ocupadas por el Ejército de Liberación del Pueblo de Sudán. Tras los acuerdos de paz, Sudán del Sur declaró su independencia total de Sudán]] el 9 de julio de 2011.

## Episcopologio
- Ireneus Wien Dud † (3 de julio de 1955-10 de mayo de 1960 nombrado vicario apostólico de Bar el Gazal)
  - Sede vacante (1960-1976)[4]
- Gabriel Dwatuka Wagi † (24 de enero de 1976-17 de julio de 1982 renunció)
  - Sede vacante (1982-1998)[5]
- Cesare Mazzolari, M.C.C.I. † (5 de noviembre de 1998-16 de julio de 2011 falleció)
  - Sede vacante (2011-2021)[6][7]
- Christian Carlassare, M.C.C.I., desde el 8 de marzo de 2021

## Estadísticas
De acuerdo al Anuario Pontificio 2021 la diócesis tenía a fines de 2020 un total de 200 000 fieles bautizados.
| Año                                                                             | Población            | Población | Población      | Sacerdotes | Sacerdotes    | Sacerdotes    | Bautizados por sacerdote | Diáconos permanentes | Religiosos | Religiosos | Parroquias |
| Año                                                                             | Bautizados católicos | Total     | % de católicos | Total      | Clero secular | Clero regular | Bautizados por sacerdote | Diáconos permanentes | Varones    | Mujeres    | Parroquias |
| ------------------------------------------------------------------------------- | -------------------- | --------- | -------------- | ---------- | ------------- | ------------- | ------------------------ | -------------------- | ---------- | ---------- | ---------- |
| 1968                                                                            | ?                    | ?         | ?              | 11         | 11            |               | ?                        |                      |            |            |            |
| 1980                                                                            | 101 139              | 865 000   | 11.7           | 10         | 9             | 1             | 10 113                   |                      | 2          | 6          | 11         |
| 1988                                                                            | 34 500               | 526 226   | 6.6            | 1          |               | 1             | 34 500                   |                      | 1          |            | 6          |
| 1999                                                                            | 48 000               | 1 900 000 | 2.5            | 26         | 3             | 23            | 1846                     |                      | 26         | 15         | 15         |
| 2000                                                                            | 54 000               | 2 800 000 | 1.9            | 31         | 4             | 27            | 1741                     |                      | 31         | 27         | 37         |
| 2001                                                                            | 59 000               | 2 800 000 | 2.1            | 31         | 4             | 27            | 1903                     |                      | 33         | 37         | 42         |
| 2002                                                                            | 65 000               | 3 200 000 | 2.0            | 31         | 4             | 27            | 2096                     |                      | 35         | 40         | 42         |
| 2003                                                                            | 76 000               | 3 800 000 | 2.0            | 32         | 5             | 27            | 2375                     |                      | 37         | 41         | 73         |
| 2004                                                                            | 89 000               | 3 800 000 | 2.3            | 33         | 5             | 28            | 2696                     |                      | 39         | 46         | 73         |
| 2010                                                                            | 150 000              | 4 444 605 | 3.4            | 39         | 10            | 29            | 3846                     |                      | 41         | 60         | 137        |
| 2012                                                                            | 150 000              | 4 697 000 | 3.2            | 17         | 8             | 25            | 6000                     |                      | 23         | 35         | 24         |
| 2014                                                                            | 157 600              | 4 987 000 | 3.2            | 20         | 9             | 11            | 7880                     |                      | 18         | 35         | 11         |
| 2017                                                                            | 182 000              | 1 561 000 | 11.7           | 29         | 9             | 20            | 6275                     |                      | 26         | 38         | 13         |
| 2020                                                                            | 200 000              | 1 700 000 | 11.8           | 33         | 9             | 24            | 6060                     |                      | 30         | 35         | 16         |
| Fuente: Catholic-Hierarchy, que a su vez toma los datos del Anuario Pontificio. |                      |           |                |            |               |               |                          |                      |            |            |            |